# Damien de Martel, marchese de la Porte
Damien de Martel, marchese de La Porte (Le Bec-Hellouin, 1607 – Arpajon, 30 aprile 1681), è stato un ammiraglio francese.

## Biografia

### I primi anni
Originario di una famiglia nobile della Normandia, Damien de Martel era figlio terzogenito di Jacques de Martel, signore di Tenuel, e di Marguerite de Tenel. La sua condizione di terzogenito gli imporrà la carriera ecclesiastica nell'Ordine di Malta dove entrerà il 4 giugno 1625 ma non pronunciò mai i voti dell'ordine.

### La carriera

#### La carriera nella marina reale francese
Damien de Martel ottenne il brevetto di capitano di vascello nel 1637, divenendo caposquadra nel 1642 e tenente generale della flotta di Ponente nel 1656, il più alto grado della marina reale all'epoca.
Damien de Martel sposò il 2 luglio 1652 a Rennes Judith Champion (1629–?), figlia di Charles Champion, signore e barone di Cicé (1598–1670), consigliere del re al Parlamento di Bretagna e di sua moglie, Judith Thevin (1610–1679). Nel 1658, Damien de Martel acquistò il feudo "de la Porte e sue dipendenze" compreso il grande hôtel de Léouville. Nel 1660, la signoria de La Porte venne elevata a marchesato in suo favore.

#### Missioni nel Mediterraneo e spedizione di Candia (giugno-luglio 1669)
Nel 1664, il marchese di Martel si segnalò durante la spedizione del duca di Beaufort contro gli algerini. Il 24 agosto 1665 partecipò, al comando della nave Princesse con 66 cannoni e 500 uomini d'equipaggio, alla presa di una squadra algerina ad opera di Beaufort presso Cherchell. Coinvolto nel 1666 nella campagna di Ponente, comandò il vascello Le Dauphin, con 54 cannoni. Il marchese di Martel comandò Le Courtisan, 72 cannoni, durante la spedizione di soccorso inviata alla città di Candia durante l'assedio dei turchi nel 1648. Questa spedizione, comandata ancora una volta dal duca di Beaufort, partì dalla Francia il 5 giugno 1669. La flotta si unì a piccoli aiuti inviati da Roma e da Napoli, posti agli ordini di Giacomo Rospiglosi, cardinal nipote di Clemente IX.

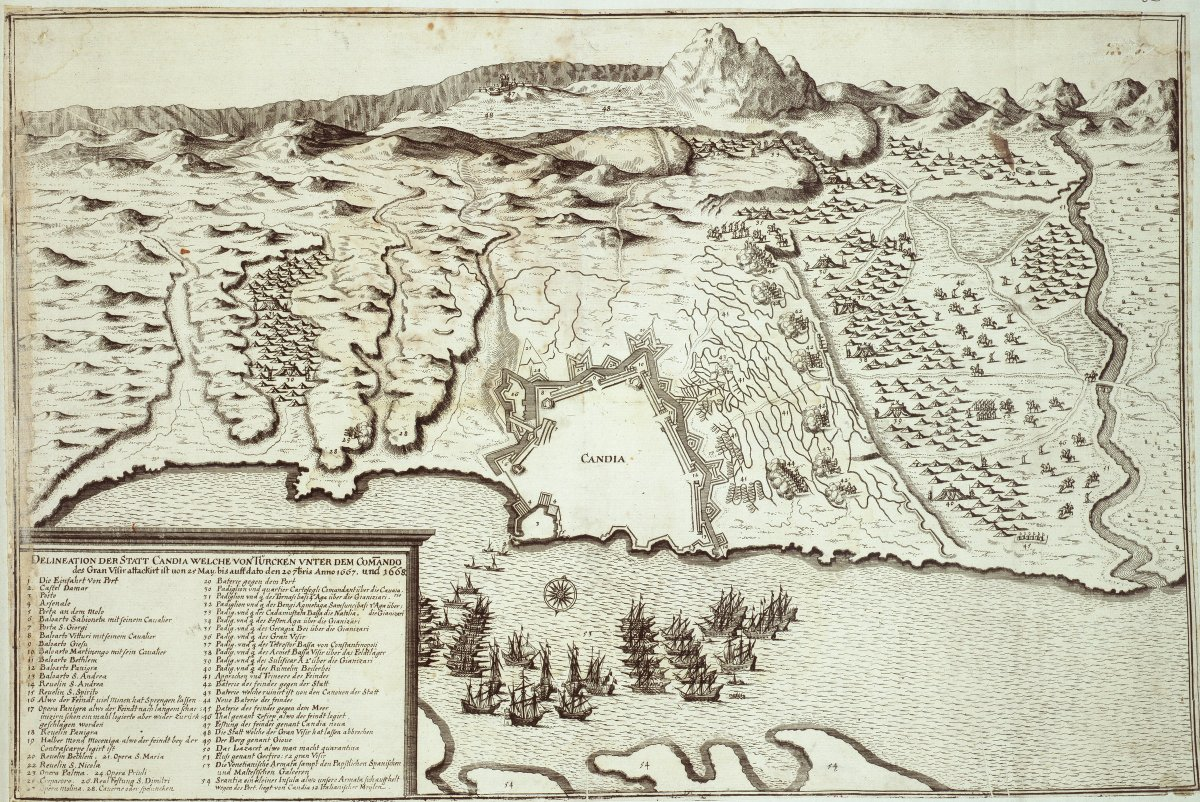
L'assedio di Candia in una mappa del 1667

Quando le due flotte si incontrarono, i rispettivi generali si presentarono:
« La mia flotta, disse Vivonne, è composto dalla Courtisan, con sessanta due cannoni, dalla vice ammiraglia comandata dal marchese de Martel, dalla Force comandata dal capitano de Breteuil.
— Questo marchese de Martel è lo stesso che ha fatto la campagna di Gigery col duca diBeaufort, signor conte? 
— Si, signor balì. 
— È proprio lui, signor balì, e per fortuna i suoi cannoni potranno spiegarle un po' più chiaramente la sua persona; perché il povero marchese è terribilmente imbarazzato nelle sue parole, ma anche io ammiro il linguaggio della sua artiglieria.
La flotta franco-napoletana, forte di 31 navi e 6000 uomini d'equipaggio, giunse davanti a Candia il 16 giugno di quell'anno. Alla fine del mese vennero lanciati i primi assalti contro la città assediata nel corso dei quali il marchese de Martel si distinse per coraggio davanti al nemico. In una lettera inviata al re, il duca di Vivonne scrisse:
Nel 1670, Luigi XIV concesse al marchese de Martel il comando di una squadra naval composta da dieci bastimenti, per punire gli algerini nel Mediterraneo. Al comando de La Thérèse, il marchese de Martel lasciò Tolone all'inizio di gennaio. La caccia ai corsari lo portò sino a La Goletta per l'attacco. Gli "infedeli" si sottomisero e chiesero la pace in breve tempo ed il marchese decise di concederla solo a condizioni molto dure da accettare: de Martel chiese che tutti i vascelli catturati ai francesi fossero restituiti così come esigette la liberazione dei trecento schiavi, di cui cinquantatré erano cavalieri di Malta. Martel concluse un nuovo trattato con gli algerini che ebbe l'approvazione di Luigi XIV che apprese della notizia il 2 marzo successivo per bocca del visconte di Cicé, cognato del marchese de Martel.
Il marchese de Martel, nel 1672, comandò la marina a Tolone. Madame de Sévigné inviò a sua figlia, Madame de Grignan una lettera datata 13 maggio 1672: «Monsieur de Martel ha scritto che sarete ricevuta come la regina di Francia. » La festa si svolse a metà di maggio del 1672 a bordo della Royal Louis.

#### La guerra d'Olanda (1672-1678)

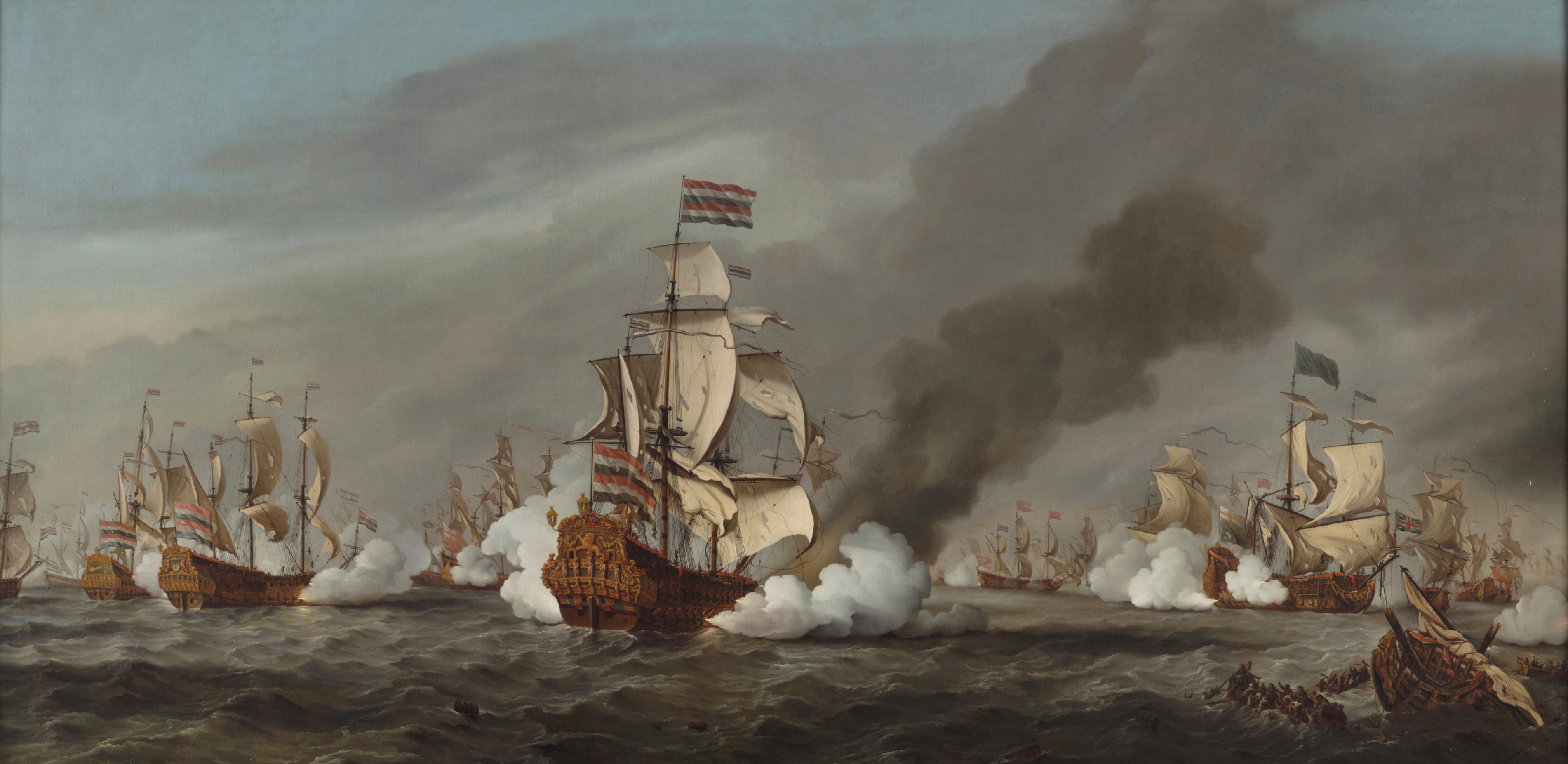
La battaglia di Texel in un dipinto di Willem Van de Velde le Jeune.

Con la Guerra d'Olanda, de Martel ottenne il comando di una divisione della flotta franco-inglese diretta dal principe Rupert del Reno e dal conte d'Estrées. Presenziò alla battaglia di Schooneveld il 17 giugno 1673 e ad un combattimento a Texel, il 21 agosto 1673 a bordo della Royal Thérèse, di 80 cannoni, combattimenti nel corso dei quali seppe distinguersi. Il suo senso della disciplina ad ogni modo lasciava alquanto desiderare se, in particolare durante la campagna del 1672-1673, entrò in conflitto violento con l'ammiraglio d’Estrées, suo superiore, che l'accusò in una lettera inviata dall'Inghilterra a Jean-Baptiste Colbert d'aver "disonorato la nazione".
Lo scrittore seicentesco Gatien de Courtilz de Sandras disse a tal proposito:
Seignelay, figlio del « Grand Colbert » lesse questa lettera a Luigi XIV che chiese al suo primo ministro di punire l'ufficiale indisciplinato:
De Martel venne inviato alla Bastiglia il 31 ottobre 1673. Il conte de Bussy-Rabutin scrisse a tal proposito nelle sue Mémoires :
Il biografo e storico della marina del XIX secolo, Léon Guérin, disse a tal proposito:

### Gli ultimi anni
Liberato per ordine del re che gli riconobbe di essere stato imprigionato senza motivo, morì il 30 aprile 1681 a Châtres, frazione di Arpajon e venne sepolto il 3 maggio successivo nella chiesa di Autruy alla presenza di Louis Charles Henri de Martel de Rénac e Jean Damien de Martel, suoi figli, e di Louis Champion, abate di Cicé, suo cognato.